# Gudalgunta, Yadgir
Gudalgunta là một làng thuộc tehsil Yadgir, huyện Gulbarga, bang Karnataka, Ấn Độ.